# تئودور تولسدورف
تئودور تولسدورف ((به آلمانی: Theodor Tolsdorff) (۳ نوامبر ۱۹۰۳ – ۲۵ مه ۱۹۷۸) نظامی بلندپایه آلمانی در دوره رایش سوم بود که یگان‌های مختلفی را در جریان جنگ جهانی دوم فرماندهی کرد. او جزو یکی از تنها ۲۷ نفری بود که نشان صلیب شوالیه صلیب آهنین با برگ‌های بلوط، شمشیرها و الماس‌ها را دریافت کردند.

## زندگی‌نامه
تئودور تولسدورف روز ۳ نوامبر سال ۱۹۰۹ در النتسکو زاده شد. سال ۱۹۳۴ به هنگ ۱ پیاده‌نظام پیوست. سال ۱۹۳۶ به درجه ستوان دومی ترفیع گرفت و متعاقبا به هنگ ۲۲ پیاده‌نظام از لشکر یکم پیاده‌نظام در گومبینن منتقل شد. ماه اکتبر سال ۱۹۳۸ به درجه ستوان یکمی ترفیع گرفت و فرمانده یک دسته در گردان ضدتانک هنگ شد. با آغاز جنگ جهانی دوم، در این جایگاه در کارزار لهستان در ماه سپتامبر سال ۱۹۳۹ مشارکت داشت و نشان‌های درجه ۲ و ‍۱ صلیب آهنین را دربافت کرد. به جهت سازمان‌دهی مجدد یگانش در کارزار غرب حاضر نبود. با این حال در مراحل نخستین عملیات بارباروسا، تهاجم آلمان به شوروی در تابستان سال ۱۹۴۱، میدان‌های رزم زیادی را تجربه کرد. در جریان پیشروی به سمت لنینگراد مجروح شد اما اصرار داشت پیش از بهبودی کامل به خط مقدم بازگردد. تولسدورف روز ۴ دسامبر سال ۱۹۴۱ نشان صلیب شوالیه صلیب آهنین را دریافت کرد. مدت کوتاهی بعد مجددا به شدت مجروح شد و این بار پای راست خود را از دست داد. با استفاده از پای مصنوعی دوباره به خدمت فعال مراجعت نمود تا با درجه سروانی گردان ۱ هنگ خود به عنوان بخشی از ارتش هجدهم در مناطق شمالی، فرماندهی کند. سال ۱۹۴۳ با نائل آمدن به درجه سرگردی خود فرمانده این هنگ شد. روز ۱۵ سپتامبر سال ۱۹۴۳ گیره برگ‌های بلوط صلیب شوالیه به جهت رهبری برجسته یگانش به تولسدورف اعطا گردید. این جایزه در مراسمی در ولفس‌شانتسه شخصا توسط هیتلر به او داده شد.
در این زمان لشکر او به گروه ارتش جنوب منتقل شد. تولسدورف پس از بازگشت برای بار سوم این بار از ناحیه شکم مجروح گشت. هنگام بازگردانده‌شدن از خط مقدم زخم دیگری در ناحیه سر برداشت. پس از بهبود، به عنوان مدرس به دانشکده افسری در متس فرستاده شد. پس از ترفیع درجه به سرهنگ دومی مجددا ماه مارس سال ۱۹۴۴ راهی قسمت شمالی جبهه شرقی گردید. او با فرماندهی هنگ ۱۰۶۷ گرنادیر موظف به دفاع از ویلنیوس در لیتوانی بود. یگان‌های ارتش سرخ پیش از این شهر را پشت سر گذاشته بودند. تولسدورف ضمن گشودن راهی به شهر، بیش ۳۰۰۰ نفر از مجروحین آلمانی یک بیمارستان صحرایی را نجات داد. توانست شهر را تا هنگام رسیدن نیروی کمکی از ارتش سوم زرهی حفظ کند. بدین سبب دستگاه تبلیغاتی رایش سوم لقب «شیر ویلنیوس» را بر او نهاد و شمشیرهای صلیب شوالیه روز ۱۸ ژوئیه سال ۱۹۴۴ به او تعلق گرفت. روز ۱ اوت به درجه سرهنگی ترفیع گرفت.
اواخر سال ۱۹۴۴ فرماندهی لشکر سیصد و چهلم فولکس‌گردنادیر در جریان تهاجم آردن در جبهه غربی به تولسدورف سپرده شد. روز ۳۰ ژانویه سال ۱۹۴۵ به درجه سرتیپی رسید. در جریان این عملیات یک سرپل بر روی یک رودخانه را تصاحب و حفظ کرد. به جهت این موفقیت روز ۱۸ مارس سال ۱۹۴۵ مفتخر به دریافت الماس‌های صلیب شوالیه شد. روز ۱ آوریل به درجه سرلشکری ترفیع یافت. تولسدورف در سن تنها ۳۵ سالگی جوان‌ترین نظامی در این درجه در ورماخت بود. سپس به فرماندهی سپاه ۸۲ در بالکان منصوب شد و تا پایان جنگ آن‌جا بود. تولسدورف خود و نیروهایش را تسلیم نیروهای آمریکایی کرد.
سال ۱۹۴۷ از اسارت آزاد شد و پیشه رانندگی کامیون را اتخاذ کرد. سرلشکر تئودور تولسدورف در پی یک تصادف شدید از ناحیه جمجمه دچار شکستگی شد و روز ۱ ژوئن سال ۱۹۷۸ در ووپرتال درگذشت.

## نشان‌ها
- صلیب آهنین:
  - درجه ۲: سپتامبر ۱۹۳۹
  - درجه ۱: اکتبر ۱۹۳۹
- صلیب شوالیه صلیب آهنین: ۴ دسامبر ۱۹۴۱
  - برگ‌های بلوط: ۱۵ سپتامبر ۱۹۴۳
  - شمشیرها: ۱۸ ژوئیه ۱۹۴۴
  - الماس‌ها: ۱۸ مارس ۱۹۴۵

## کتابشناسی
- Williamson, Gordon; Bujeiro, Ramiro (2006). Knight's Cross with Diamonds Recipients 1941–45. Oxford, United Kingdom: Osprey Publisher. ISBN 1-84176-644-5.